# Iota (musicien)
Pour les articles homonymes, voir Iota (homonymie).
iOTA, de son vrai nom Sean Hape, né en 1968 ou 1969, est un musicien australien.

## Biographie
En 2015, il apparaît dans le film Mad Max: Fury Road de George Miller dans le rôle de Doof Warrior, un guitariste dont le manche de la guitare est un lance-flamme.

## Discographie

### Albums
- 1999 : The Hip Bone Connection
- 2001 : Big Grandfather
- 2002 : One of Life's Simple Pleasures (Live)
- 2003 : La Caravana
- 2006 : Beauty Queen of the Sea

### Singles
- 1998 : Iota
- 2000 : Little Carlos
- 2001 : Struttin' Rock Rooster
- 2001 : Million Miles
- 2002 : Wooden Skeletons
- 2002 : Scars
- 2002 : Pockets
- 2003 : Pigs
- 2004 : I Want It Again
- 2006 : Handle on It
- 2006 : Come Back for Me

## Cinéma
- 2013 : Gatsby le Magnifique : chef d'orchestre
- 2015 : Mad Max: Fury Road : guitariste lance-flamme